# Joachim von Hirtenberg-Pastorius

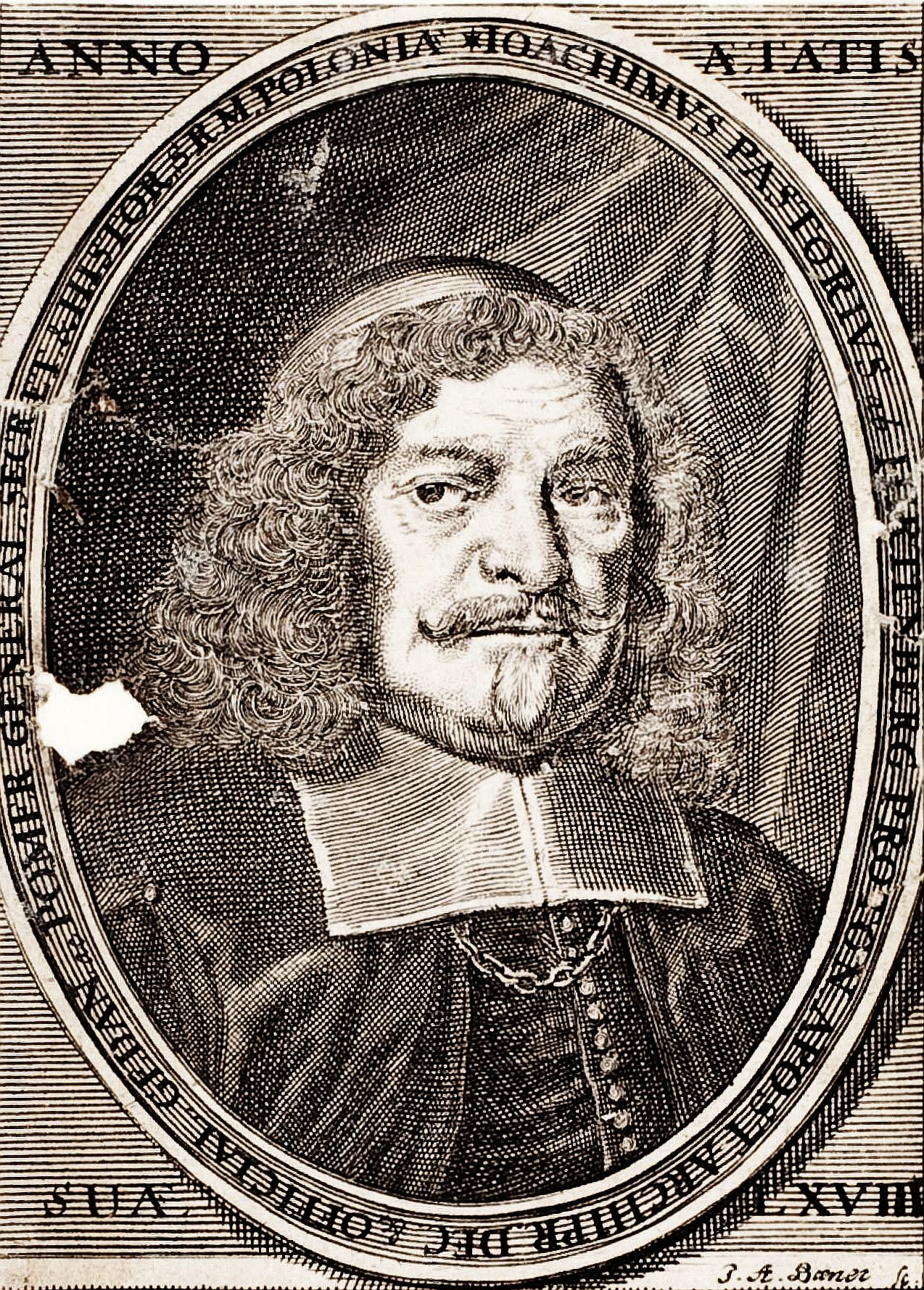
Joachim von Hirtenberg-Pastorius

Joachim von Hirtenberg-Pastorius (* 20. September 1611; † 26. Dezember 1681) war Mediziner, Historiker, Philosoph und Dichter.

## Leben
Joachim von Hirtenberg-Pastorius studierte Medizin und beendete sein Studium mit der Promotion. Als eines seiner ersten großen Werke erschien „Florus Polonicus“ (Leyden und Danzig, 1. Auflage 1641, 2. Auflage 1642). Daran anschließend veröffentlichte er auch Texte zur Philosophie und lateinische Dichtungen. Indem er seine Werke höheren Persönlichkeiten widmete, machte er auf sich aufmerksam. Nach einer Anstellung als Stadtphysikus in Elbing hatte er 1651 das Amt des Professors der Geschichte am dortigen Gymnasium inne. In dieser Zeit folgten weitere Veröffentlichungen. 1654 schließlich erfolgte die Berufung zum Professor der Geschichte durch den Rat der Stadt Danzig, nachdem er zum Protestantismus übergetreten war (Amtseinführung am  28. Januar 1655). Im Jahr 1656 wurde ihm der Titel eines „Historicus Regius“ und 1662 schließlich aufgrund seiner Verdienste um die polnische Geschichtsschreibung das polnische Adelsindigenat mit dem Prädikat „von Hirtenberg“ verliehen. 1665 wurde er noch zum „Secretarius Regius“ ernannt, bevor er schließlich 1667 seinen Abschied vom Danziger Gymnasium nahm. Gegen Ende seines Lebens trat er wieder zum Katholizismus über, wodurch ihm das Amt des Domherren in Frauenburg offenstand. Aus dieser Zeit ist insbesondere sein zweibändiges Werk über die Geschichte Polens überliefert (Teil 1 1680, Teil 2 postum 1685). Im Dom zu Frauenburg wurde ihm nach seinem Tod am 26. Dezember 1681 ein Gedenkstein errichtet.